# Laubiericoncha myriamae
Laubiericoncha myriamae is een tweekleppigensoort uit de familie van de Vesicomyidae. De wetenschappelijke naam van de soort is voor het eerst geldig gepubliceerd in 2008 door Cosel & Olu.